# Nokia 2680 slide
Nokia 2680 slide este un telefon creat de Nokia cu două benzi GSM E900/1800 sau E850/1900 (pentru anumite piețe). A fost anunțat pe 13 aprilie 2008. Se fabrica în Ungaria, dar este întrerupt.
Ecranul este de 1.8 inchi cu rezoluția de 128 x 160 pixeli și densitatea pixelilor este de aproximativ 114 ppi.
Sub ecran sunt două taste pentru meniu, butoanele de apel/respingere apel și o navigare cu patru căi în centru cu o tastă.
Accesul la Internet se face prin intermediul unui browser WAP. Nokia 2680 suportă MMS și mesaje audio Nokia Xpress, pentru înregistrarea și editarea mesajelor pe drum.
Camera este VGA cu 4x zoom digital care înregistrează video la 128x96 pixeli cu 7 cadre pe secundă. Fotografiile și clipurile video se pot seta din cele trei calități de imagine și trei dimensiuni. 
Telefonul are Bluetooth 2.0 cu A2DP și EDR, cameră VGA, player de muzică și video, un înregistrator de voce și radio FM. Mai o serie de funcții PIM incluse alarma, calendar, listă de sarcini, note, calculator, temporizator și un cronometru.
Bateria are 860 mAh Litiu-Ion oferă un timp de convorbire de 3 ore și până la 17 de zile de stand-by. Conform testelor de radiații FCC are un rating digital de SAR de 0,64 wați pe kilogram.